# Les Bourreaux de Cupidon
 (septembre 2020).
- Si vous ne connaissez pas le sujet, laissez ce bandeau (vous pouvez alors contacter les auteurs).
- Si vous supprimez le contenu mis en cause (vous pouvez préalablement contacter les auteurs),

argumentez précisément cette suppression dans la page de discussion
(un manque de référence n'est pas un argument ; une recherche réelle de référence doit avoir été effectuée, être formellement documentée).
 (janvier 2020).
Les Bourreaux de Cupidon est un roman de l'auteur français Hubert Monteilhet, paru en 1966. Il raconte la naissance d'une passion entre une jeune communiste d'origine catalane et celui qu'elle veut tuer, un aristocrate nationaliste castillan qui a fait exécuter son père. Cette lutte extravagante de l'amour et de l'honneur se veut une réécriture de « l'éternelle histoire du Cid » — multipliant les obstacles entre Chimène et Rodrigue.

## Publication
Cinquième roman d'Hubert Monteilhet, Les Bourreaux de Cupidon paraît après Le Forçat de l'amour (1965) chez Denoël, en 1966, sous le numéro 245 de la collection Crime-club.

## Dates et lieux du récit
Le récit débute en France, à Toulouse, puis se transporte en Italie, en Slovénie et en Croatie. L'action se passe en trois jours, en 1962, soit quatre ans avant la parution du livre. La guerre d'Algérie touche à sa fin. L'Espagne est toujours sous le régime franquiste. Slovénie et Croatie font alors partie de la République fédérative populaire de Yougoslavie, État communiste.
La mort du père de l'héroïne a eu lieu 23 ans plus tôt, en 1939, durant la guerre civile espagnole, à la fin de l'offensive de Catalogne : sa fille n'était pas encore née.

## Résumé
En 1962, à Toulouse, Pouri, jeune communiste d'origine catalane, découvre en quelles circonstances son père fut tué 23 ans plus tôt, à la fin de la guerre civile. Elle apprend en outre que l'officier nationaliste castillan responsable de l'exécution, l'aristocrate Juan Villaviciosa, se trouve à Toulouse, et qu'il va prendre la route le lendemain à destination de l'Italie. Pouri se procure un pistolet Mauser 9 mm à canon scié. Jouant les auto-stoppeuses, elle réussit à se faire embarquer par sa proie.
Mais sa curiosité lui joue un mauvais tour. Elle veut en savoir plus sur l'homme qu'elle va tuer. C'est une erreur : « Le couperet se rouille pendant le supplément d'instruction. » Guettant une occasion, Pouri diffère de passer à l'acte, puis s'endort profondément. Le voyage se poursuit en Italie. Les circonstances ne se prêtent plus à un meurtre discret dans l'anonymat le plus complet. S'engage alors avec Juan une étrange relation d'attirance-répulsion. Juan ne lui cache pas qu'il se fait fort de la séduire, sans la moindre intention de l'épouser.
Les deux voyageurs entrent en Yougoslavie. Pouri trouve un sous-bois propice. Elle demande à Juan de s'arrêter dans une allée déserte. Elle se jette sur lui pour l'embrasser en lui déclarant sa flamme. Les ébats durent près d'une demi-heure. Pouri se décide enfin à ouvrir son sac pour y prendre son arme. L'apparition d'une auto-stoppeuse anglaise l'oblige à suspendre son geste. Juan embarque l'auto-stoppeuse.
Arrivé devant la gare provinciale de Ljubljana, il propose à Pouri de lui acheter un billet de train pour lui permettre de retourner chez elle. Pouri répond piteusement qu'elle préfère rester avec lui. Juan congédie l'Anglaise. Dans une carrière abandonnée, il décide de reprendre les caresses interrompues. Pouri est « trop anéantie pour réagir ».
Le lendemain, elle oblige Juan à se confesser dans une église de village. Puis, alors qu'il s'apprête à l'embrasser, elle le pousse dans un ravin, près d'une cascade. Il rebondit de roche en roche et finit sa chute dans l'eau. Pouri se précipite et, au lieu d'achever de le noyer, le tire au sec. Il est vivant, et reprend bientôt ses esprits.
À l'hôtel, il fouille dans le sac de Pouri, et trouve le Mauser. Pouri lui dit pourquoi elle a voulu le tuer.
Juan comprend ces choses-là. Lui-même, dès la fin de la guerre civile, avait vengé la mort de ses parents. Jugeant inconcevable qu'une vierge espagnole se donne au meurtrier de son père, comprenant que Pouri n'a nulle intention de le faire, il ne voit d'autre solution que de la violer, pour ménager, dans la mesure du possible, son honneur filial. Comme il a le culte du danger, il ne veut pas que Pouri faiblisse une nouvelle fois au moment de le tuer. Il veut lui « rendre la plus légitime des énergies meurtrières, celle qui s'inspire de l'innocence outragée et du dégoût de soi… » Il la viole donc. Puis, à table, il la provoque, l'humilie et l'injurie. Il lui reproche d'avoir faibli, en « tueuse pour rire », au lieu d'avoir fait son devoir : « Tu n'as aucune excuse, Pouri, tu as vendu ton âme pour une brève coucherie de luxe ! »
Dans la chambre, il pose le Mauser sur la table de nuit, et lui offre son dos tandis qu'il téléphone. Pouri se saisit de l'arme et vise la tête. Mais les pistolets à canon scié « relèvent » plus que les autres. La balle passe au-dessus de la tête de Juan.
Non loin de Zagreb, à la nuit tombée, Juan abandonne Pouri sur le bord de la route. Elle s'ouvre les veines. Juan finit par faire demi-tour. Il retrouve Pouri, et la conduit dans une clinique. Elle est sauvée. Les deux amoureux font des projets d'avenir : « Nous serons très heureux partout, dit Pouri, nous avons fait exactement ce qu'il fallait pour ça. »

## Personnages
- Purificación, dite Pouri, 23 ans, Catalane. Orpheline, étudiante en philosophie, communiste. Naturalisée française depuis deux ans. Son père est mort avant sa naissance, exécuté par les nationalistes. Sa mère est morte à Cerbère en lui donnant la vie, après une fuite de deux jours. Juan lui reconnaît « du sang-froid, de la logique immédiate, du courage[6] ».
- Pablo Gormaz, oncle de Pouri, ancien combattant républicain aux côtés du père de Pouri. C'est lui qui a élevé Pouri. Serveur au restaurant de l'Hôtel des Pyrénées.
- Capitaine Juan Villaviciosa, une quarantaine d'années, aristocrate castillan, « plus réactionnaire que son caudillo[7] ». Il est orphelin, comme Pouri : ses parents et sa sœur ont été tués au début de la guerre civile. À la fin de la guerre, tout jeune sous-lieutenant nationaliste, il a fait exécuter le père de Pouri.
- Maître Ben Amour, avocat de Pablo.
- Lévy, responsable de la cellule PCF de la faculté.
- Gomez, vieil armurier valencien, ancien camarade de combat de Pablo et du père de Pouri.
- Une voisine de Pouri, vieille dame des plus respectables. Pouri la traite de « rombière de carnaval » et de « vieille peau eczémateuse »[8].
- Madame Lamblot, concierge de Pouri, qui la traite de « gros tas de graisse malsaine surgi de la lie du peuple comme un abcès[9] ».
- Le patron auvergnat du café d'en face.
- Le portier de nuit italien de l'Hôtel des Pyrénées.
- L'auto-stoppeuse anglaise. Une allure pudique et vicieuse[10].
- Pierre Guimard, professeur de Pouri, spécialiste de Plotin.

## Autour du roman
Les exploits du personnage historique Rodrigo Díaz de Vivar, dit le Cid (vers 1043-1099), ont inspiré de nombreuses œuvres littéraires. En 1618, Guillén de Castro, dans Les Enfances du Cid (Las mocedades del Cid), présente Rodrigue en assassin du père de son amoureuse. En 1637, Corneille s'en inspire dans Le Cid.
Monteilhet dit n'avoir pas tenté, en réécrivant l'histoire du Cid, une simple remise au goût du jour, mais une refonte totale. Reprochant à Corneille de n'avoir pas « exploité les meilleures ressources de la tragédie », il entend « traiter à la perfection » le thème du Cid, en séparant Chimène de Rodrigue « par tous les obstacles possibles », afin de mieux exalter « la gloire des Amours et du mérite ».